# أنتوني كومين
أنتوني «توني» كومين آي أوليفريس (بالكتالونية: Antoni Comín i Oliveres)‏ (مواليد 7 مارس 1971) هو فيلسوف وسياسي إسباني من كاتالونيا. وهو مستشار سابق (وزير) للصحة في الحكومة الكاتالونية. وهو حاليًا عضو في البرلمان الأوروبي عن التحالف المؤيد للاستقلال معًا من أجل نعم (Junts pel Sí).

## الحياة والوظيفة
شاركت عائلة كومين في السياسة منذ القرن التاسع عشر. كان والده ألفونسو كارلوس كومين، عضوًا في الحزب الشيوعي الاشتراكي الموحد. كان جده «خيسوس كومين ساجيس» نائباً عن كارليست خلال الجمهورية الإسبانية الثانية، وساهم في انتصار فرانسيسكو فرانكو في الحرب الأهلية الإسبانية. كان أسلاف خيسوس كومين أيضًا شخصيات بارزة في حركة كارليست.
كومين حاصل على شهادة في الفلسفة والعلوم السياسية من جامعة برشلونة المستقلة، وهو أستاذ العلوم الاجتماعية في ESADE (جامعة رامون لول)، وعضو في مؤسسة ألفونسو كومين ومركز دراسة المسيحية والعدالة. يكتب دوريا لمجلة Ciervo، و' لالموندو، ويشارك في برنامج حواري صباحي على اذاعة RAC 1 .
أصبح عضوًا في PSC في 13 يونيو 2011 وانتخب للبرلمان الكتالوني في عامي 2003 و 2006 . في 4 مارس 2014 أعلن أنه سيترك الحزب لأنهم لم يتبعوا برنامجهم الانتخابي. في 11 ديسمبر 2013، أسس جمعية Socialisme ، Catalunya i Llibertat.
تم انتخابه لعضوية برلمان كاتالونيا في سبتمبر 2015 كجزء من تحالف معًا من أجل نعم (Junts pel Sí)، وكذلك خلال المجلسين التشريعيين السابع والثامن لحزب كاتالونيا الاشتراكي. في 13 يناير 2016 عينه الرئيس الجديد للحكومة الكاتالونية كارليس بويجديمونت ليكون وزير الصحة، أدى اليمين في 14 يناير 2016. 
في أكتوبر 2017، تم عزله من منصبه كوزير إقليمي من قبل حكومة إسبانيا لمشاركته في إعلان استقلال كاتالونيا، الذي اعتبرته المحكمة الدستورية الإسبانية غير دستوري. فاضطر ليبقى في بلجيكا لتجنب اضطهاد السلطات الإسبانية.

## روابط خارجية
- مدونة توني كومين
- أنتوني كومين وأوليفريس على تويتر
- أعضاء برلمان كاتالونيا خلال الدورة التشريعية الثامنة ص. 83